# Södra Sverige (band)
Södra Sverige är ett svenskt rockband som släppt tre studioalbum på skivbolaget Teg Publishing. Bandets medlemmar är Anton Alamaa, Frans Johansson, Henrik Höckert, Henrik Palm, Johan Törnqvist och Mattias Alkberg.

## Diskografi

### Studioalbum
- 2014 – Södra Sverige
- 2017 – Rak kant
- 2019 – Död musik

### Singlar
- 2015 – "Punkkungen"
- 2017 – "Danmark"
- 2019 – "Säg nja till livet"